# NGC 5685
NGC 5685 ist eine 13,6 mag helle Elliptische Galaxie vom Hubble-Typ E? im Sternbild Bärenhüter.
Sie wurde am 11. Mai 1883 von Édouard Stephan entdeckt.